# ブライス・リーソン (第3代ミルタウン伯爵)
第3代ミルタウン伯爵ブライス・リーソン（英語: Brice Leeson, 3rd Earl of Milltown、1735年12月20日 – 1807年1月10日）は、アイルランド貴族。

## 生涯
初代ミルタウン伯爵ジョセフ・リーソンと1人目の妻セシリア・リー（Cecilia Leigh、1737年11月29日没、フランシス・リーの娘）の息子として、1735年12月20日に生まれた。
1765年10月25日、マリア・グレイドン（Maria Graydon、1772年7月25日没、ジョン・グレイドンの娘）と結婚、3男をもうけた。
- ジョセフ（1766年7月17日 – 1800年） - 1798年4月21日、エミリー・ダグラス（Emily Douglas、1841年6月15日没、アーチボルド・ダグラスの娘）と結婚、子供あり。第4代ミルタウン伯爵ジョセフ・リーソンの父
- ジョン（1767年8月 – 1835年12月11日） - 1793年1月12日、マーサ・ライリー（Martha Ryley、ジョン・ライリーの娘）と結婚、子供あり。1891年に第7代ミルタウン伯爵ヘンリー・リーソンが死去すると、ジョンの同名の孫（1827年8月19日 – 1905年1月25日）が爵位継承を主張した
- ロバート（1772年3月 – 1842年1月14日） - 1810年10月28日、フィリッパ・ジュリアナ・ニーヴ（Philippa Juliana Neave、1846年4月23日没、ティモシー・ニーヴの娘）と結婚、子供あり。兄ジョンの同名の孫が1905年に死去すると、孫ロバート（1842年9月29日 – 1906年6月19日）が爵位継承を主張した

1801年11月27日に兄ジョセフが死去すると、ミルタウン伯爵位を継承した。
1807年1月10日に72歳で死去、長男に先立たれたため孫ジョセフが爵位を継承した。